# Синиця білокрила
Синиця білокрила (Machlolophus nuchalis) — вид горобцеподібних птахів родини синицевих (Paridae).

## Поширення
Ендемік Індії. Ареал виду розділений на дві частина: південна популяція живе у Східних Гатах, західна — у штатах Гуджарат і Раджастан. Мешкає в сухих саванах і колючих чагарниках.

## Спосіб життя
Харчується комахами, а також плодами олійного дерева Salvadora oleiodes і нектаром квітки Capparis aphylla. Розмножується з травня по серпень. Пара разом вигодовує пташенят, переважно гусеницями.